# 粒来哲蔵
粒来 哲蔵（つぶらい てつぞう、1928年1月5日 - 2017年6月2日）は、日本の詩人。

## 略歴
山形県米沢市生まれ。1934年福島県郡山市に転居。福島師範学校卒業。1952年古河第一小学校教諭。1954年上京し、『歴程』同人。弓月煌の筆名を用いる。1960年詩集『舌のある風景』で第2回晩翠賞、1972年『詩集 孤島記』でH氏賞、1977年『望楼』で高見順賞、2002年『島幻記』で現代詩人賞、2012年『蛾を吐く』で第63回読売文学賞詩歌俳句賞受賞。藤村記念歴程賞選考委員、尚美学園短期大学教授、白鷗大学教授を歴任。
母方の従弟に粕谷栄市がいる。

## 著書
- 『詩集虚像』地球社、1956年。
- 『詩集舌のある風景』歴程社、1960年。
- 『詩集刑』歴程社、1964年。
- 『詩集孤島記』八坂書房、1971年。
- 『儀式』文学書林、1975年。
- 『望楼 詩集』花神社、1977年。
- 『粒来哲蔵詩集』思潮社〈現代詩文庫〉、1978年。
- 『荒野より』矢立出版、1979年。
- 『うずくまる陰影のための習作』花神社、1981年。
- 『相姦記』【エイ】書房出版、1985年。
- 『倒れかかるものたちの投影』思潮社、1990年。
- 『笑い月』書肆山田、1994年。
- 『島幻記』書肆山田、2001年。
- 『穴』書肆山田、2006年。
- 『蛾を吐く』花神社、2011年。
- 『侮蔑の時代 詩集』花神社、2014年。